# Le Secret de Brokeback Mountain
Pour plus de détails, voir Fiche technique et Distribution.
Ne doit pas être confondu avec Retour à Cold Mountain.
Le Secret de Brokeback Mountain (Brokeback Mountain), ou Souvenirs de Brokeback Mountain au Québec et au Nouveau-Brunswick, est un film dramatique américain réalisé par Ang Lee, sorti en 2005. Il est inscrit au National Film Registry en 2018.
Adapté de la nouvelle Brokeback Mountain d'Annie Proulx, le film raconte la passion secrète vécue pendant vingt ans par deux hommes, Ennis del Mar et Jack Twist qui « avaient grandi dans deux misérables petits ranchs aux deux extrémités de l'État du Wyoming ». Ils se rencontrent au printemps 1963, employés par le Farm and Ranch Employment, l'un comme berger, l'autre comme responsable de camp, assignés au même élevage de moutons au nord de Signal, dans un alpage situé sur la « Brokeback Mountain », une ville et une montagne imaginaires du Wyoming. Malgré une intense idylle dans la montagne, ils font leur vie chacun de leur côté, se marient, ont des enfants. Ils ne se retrouvent que quatre ans plus tard et vivent une histoire d'amour cachée, ne se rencontrant qu'épisodiquement pendant les quinze années suivantes entre le Wyoming et le Texas.

## Synopsis
Durant l'été 1963, Ennis del Mar et Jack Twist sont engagés par Joe Aguirre en tant que bergers à Brokeback Mountain, dans les montagnes du Wyoming. Après une nuit de beuverie, Jack fait des avances à Ennis qui, après hésitation, y succombe. Alors qu'ils ne voyaient ça que comme un incident exceptionnel, ils développent peu à peu une relation émotionnelle et physique passionnée. Jack et Ennis finissent par prendre des chemins différents. Ennis se marie avec Alma Beers, sa fiancée de longue date, avec qui il a deux filles. Jack retourne à Brokeback Mountain l'été suivant pour chercher du travail, mais Joe Aguirre, qui avait observé Jack et Ennis dans les montagnes, refuse de l'embaucher de nouveau.
Jack déménage au Texas, où il rencontre une cavalière nommée Lureen Newsome, avec qui il se marie et a un fils. Après quatre ans, Jack rend visite à Ennis. Quand ils se retrouvent, ils s'embrassent passionnément, sous le regard épieur d'Alma. Jack annonce son idée de faire sa vie avec Ennis dans un ranch, mais ce dernier refuse, hanté par le souvenir d'enfance de la torture et du meurtre d'un homme supposément homosexuel et rebuté par l'idée d'abandonner sa famille.
Ennis et Jack continuent à se fréquenter à intervalles irréguliers alors que leurs relations familiales se détériorent. Lureen abandonne sa passion pour le rodéo pour travailler dans les affaires avec son père, en incitant Jack à travailler dans la vente. Alma et Ennis finissent par divorcer en 1975. En entendant parler du divorce d'Ennis, Jack va dans le Wyoming pour proposer à Ennis de vivre avec lui, mais ce dernier refuse de quitter ses enfants. Furieux, Jack trouve consolation avec des prostitués au Mexique.
Ennis continue à voir régulièrement sa famille jusqu'au jour où Alma lui fait face, étant au courant de la vraie nature de sa relation avec Jack. Une dispute entre eux le force à couper toute relation avec Alma. Ennis rencontre et a une brève aventure avec Cassie Cartwright, une serveuse. Jack et Lureen rencontrent et se lient d'amitié avec un autre couple, Randall et Lashawn Malone. Il est implicitement dit que Jack commence une aventure avec Randall, ce dernier disant à Jack que son patron a un chalet qu'il peut visiter quand il le souhaite et lui proposant de venir avec lui.
À la fin d'une de leurs rencontres, Jack apprend que pour garder son emploi, Ennis ne pourra plus le revoir avant novembre. La frustration de Jack les fait se disputer. Jack blâme Ennis de ne pas être assez engagé dans leur relation, et Ennis blâme Jack d'être la cause de ses problèmes. Ennis commence à pleurer et Jack essaie de le réconforter, ce qu'Ennis refuse d'abord avant d'accepter. Jack regarde Ennis s'en aller.
Quelque temps plus tard, Ennis reçoit une carte postale qu'il avait envoyée à Jack, tamponnée « Décédé ». Ennis appelle Lureen, qui lui apprend que Jack est décédé dans une explosion alors qu'il changeait le pneu d'une voiture ; cependant, alors qu'elle lui raconte la mésaventure, Ennis pense que la véritable cause du décès de Jack est le meurtre homophobe, sort qu'il redoutait. Lureen dit à Ennis que Jack voulait que ses cendres soient éparpillés à Brokeback Mountain, mais qu'elle ne sait pas où se trouve ce lieu. Ennis voyage jusque chez les parents de Jack et leur propose d'emmener les cendres dans les montagnes. Le père refuse, préférant qu'il soit enterré dans le caveau familial. Avec la permission de la mère de Jack, Ennis va dans la chambre d'enfance de son amant et trouve la chemise tachée de sang qu'il pensait avoir perdue à Brokeback Mountain ; Jack l'avait gardée et l'avait pendue à un cintre avec la chemise qu'il portait lors de leur querelle. Ennis prend les deux chemises et les serre contre lui en pleurant. La mère de Jack le laisse garder les deux chemises.
Plus tard, la fille aînée d'Ennis, alors âgée de 19 ans, rend visite à son père pour lui annoncer ses fiançailles. Elle lui demande sa bénédiction et l'invite au mariage. Ennis lui demande si son fiancé l'aime vraiment, ce à quoi elle acquiesce. Après le départ de sa fille, Ennis ouvre son armoire, où sa chemise et celle de Jack sont accrochées ensemble avec une carte postale de Brokeback Mountain. Il les fixe pendant un instant, les larmes aux yeux, et murmure : « Jack, je te jure. »

## Fiche technique

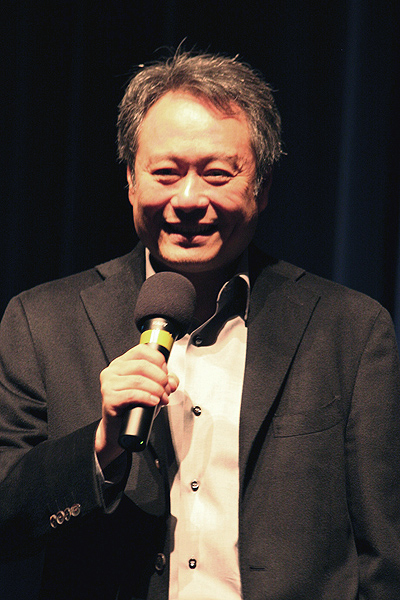
Le réalisateur Ang Lee

- Titre français : Le Secret de Brokeback Mountain
- Titre québécois : Souvenirs de Brokeback Mountain
- Titre original : Brokeback Mountain
- Réalisation : Ang Lee
- Scénario : Larry McMurtry et Diana Ossana, d'après la nouvelle du même nom d'Annie Proulx
- Musique : Gustavo Santaolalla et Marcelo Zarvos (en)
- Décors : Judy Becker (en)
- Costumes : Marit Allen
- Photographie : Rodrigo Prieto
- Montage : Geraldine Peroni (en) et Dylan Tichenor (en)
- Production : Diana Ossana et James Schamus, Scott Ferguson (coproducteur), Michael Costigan (en), Tom Cox, Michael Hausman, Larry McMurtry et William Pohlad, Murray Ord et Alberta Film Entertainment sont également crédités.
- Société de production : Focus Features (une société indépendante du groupe Universal Pictures)
- Société de distribution : Ascot Elite (Suisse romande)[1]
- Budget : 14 000 000 de dollars[réf. nécessaire]
- Pays de production : États-Unis
- Langue originale : anglais
- Format : couleur — 35 mm — 1,85:1 — son DTS / Dolby Digital
- Genre : drame
- Durée : 134 minutes
- Dates de sortie en salles :
  - Italie : 2 septembre 2005 (Mostra de Venise 2005)
  - États-Unis : 3 septembre 2005 (Festival de Telluride), 9 décembre 2005 (sortie nationale)
  - Canada : 10 septembre 2005 (Festival de Toronto), 23 décembre 2005 (sortie nationale)
  - France : 23 octobre 2005 (Festival gay et lesbien de Paris), 18 janvier 2006 (sortie nationale)
  - Suisse : 18 janvier 2006 (Suisse romande)
  - Belgique : 22 février 2006

- Classification :
  - R (États-Unis)
  - Tous publics (France)

## Distribution
- Heath Ledger (VF : Jean-Michel Fête ; VQ : Frédéric Paquet) : Ennis del Mar
- Jake Gyllenhaal (VF : Rémi Bichet ; VQ : Martin Watier) : Jack Twist
- Michelle Williams (VF : Julie Sicard ; VQ : Pascale Montreuil) : Alma del Mar
- Anne Hathaway (VF : Ludmila Ruoso ; VQ : Geneviève Désilets) : Lureen Newsome Twist
- Randy Quaid (VF : Enrique Carballido ; VQ : Guy Nadon) : Joe Aguirre
- Valerie Planche : serveuse
- Graham Beckel : L.D. Newsome
- David Harbour : Randall Malone
- Kate Mara (VQ : Claudia-Laurie Corbeil) : Alma Jr. à l'âge de 19 ans
- Roberta Maxwell (en) : la mère de Jack
- Peter McRobbie : John Twist
- Anna Faris (VQ : Violette Chauveau) : Lashawn Malone
- Linda Cardellini (VF : Julia Vaidis-Bogard) : Cassie Cartwright
- Scott Michael Campbell (en) : Monroe

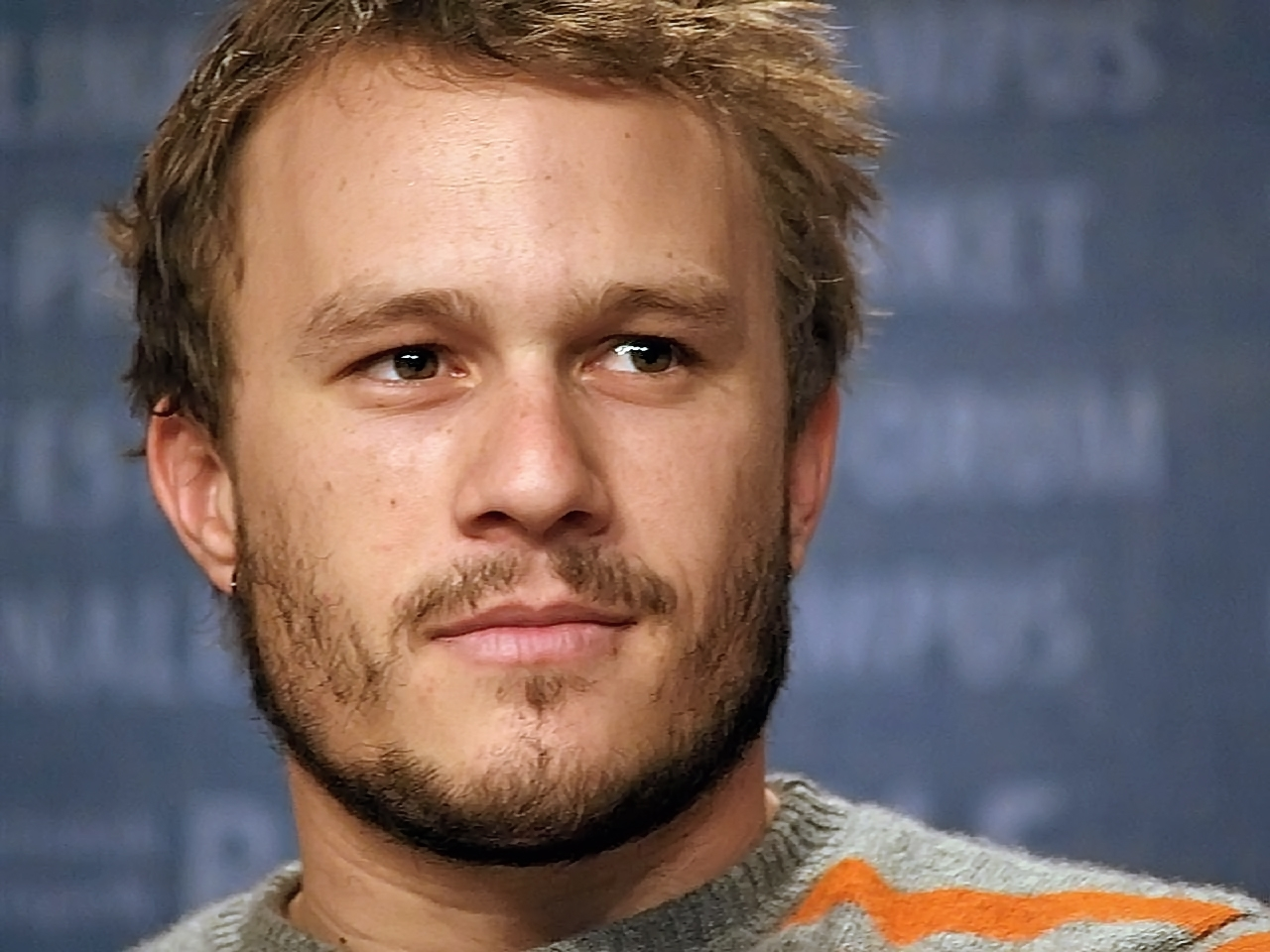
Heath Ledger

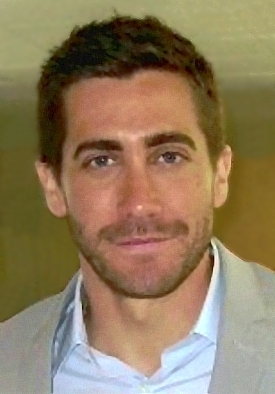
Jake Gyllenhaal

- David Trimble : un berger nommé Basque
- Brooklynn Proulx : Jenny, à 4 ans

Sources et légende : Version française (VF) sur Allodoublage. Version québécoise (VQ) sur Doublage Québec

## Bande originale
L'album est sorti en janvier 2006, édité par Verve.
1. Opening (Gustavo Santaolalla)
2. He Was a Friend of Mine (Willie Nelson)
3. Brokeback Mountain 1 (Gustavo Santaolalla)
4. A Love That Will Never Grow Old (Emmylou Harris)
5. King of the Road (Roger Miller)
6. Snow (Gustavo Santaolalla)
7. The Devil’s Right Hand (Steve Earle)
8. No One’s Gonna Love You Like Me (Mary McBride)
9. Brokeback Mountain 2 (Gustavo Santaolalla)
10. I Don’t Want To Say Goodbye (Teddy Thompson)
11. I Will Never Let You Go (Jackie Greene (en))
12. Riding Horses (Gustavo Santaolalla)
13. An Angel Went Up In Flames (The Gas Band)
14. Its So Easy (Linda Ronstadt)
15. Brokeback Mountain 3 (Gustavo Santaolalla)
16. The Maker Makes (Rufus Wainwright)
17. The Wings (Gustavo Santaolalla)

## Production
Mark Wahlberg a refusé d'y participer pour l'un des rôles principaux, car il ne se voyait pas embrasser un autre homme. Joaquin Phoenix s'est vu également proposer un des rôles principaux.

## Accueil

### Accueil critique
Un des essais critiques les plus complets, disponible en français, est dû à Daniel Mendelsohn, in Si beau, si fragile (Flammarion, 2011), intitulé « Une liaison exemplaire ».
La difficulté d'être homosexuel, que ce soit vis-à-vis de soi-même ou vis-à-vis de la société, est au cœur de ce film qui emprunte au genre western tout en s'en démarquant. « Brokeback est une grande histoire d'amour épique qui représente le rêve d'une complicité totale et honnête avec une autre personne », résume son auteur Ang Lee. Une réplique de la nouvelle d'Annie Proulx a particulièrement marqué le réalisateur (« Tout ce que nous avons, c'est Brokeback Mountain »). « C'est-à-dire un endroit hors du temps, hors du monde, où, en toute innocence, ils se sont aimés, où ils ont cru pouvoir s'aimer. […] C'est ce qui m'intéressait : faire un film sur l'illusion de l'amour. Pas sur le véritable amour. On ne sait pas ce que c'est. »

« Il y a une certaine beauté dans l'état d'attente amoureuse. L'amour est comme la montagne du film. Il faut grimper, encore et encore, pour l'atteindre. C'est une question existentielle. À quoi reconnaît-on l'amour ? Et que sommes-nous prêts à faire pour le garder ? »

— Ang Lee, fin 2005.
Télérama remarque que « s'il manque parfois à la réalisation, le génie spécial d'un… Wong Kar-wai pour dire le lent et vain écoulement de l'énergie vitale loin de l'être aimé, deux personnages bouleversants s'incarnent bel et bien. […] Comme s'il n'y avait qu'un seul instant d'éternité dans toute une vie et, ensuite, des décennies vouées, en solitaire ou à deux, au culte de cet instant » (Télérama no 2923, Louis Guichard). Le Monde, quant à lui souligne que « c'est dans cette universalité que l'on trouvera une éventuelle portée sociale et politique à ce qui est d'abord un beau film, grave et déchirant » (Le Monde, 18 janvier 2006, Thomas Sotinel, « À l'Ouest, un amour impossible »).
Deux principales voix dissonantes, dans un concert quasi unanime de louanges qui vont de L'Humanité au Figaro. Les Cahiers du cinéma, tout en reconnaissant au cinéaste Ang Lee d'être « décidément aussi passionnant qu'inégal », regrettent que le film « bloque toute effusion et condamne au surplace de la belle image, hormis quelques forts passages de montagne et le court éblouissement d'un soir de fête foraine. » (no 608, janvier 2006). La revue française de critique de cinéma Positif (no 539, janvier 2006) est encore plus sévère en considérant qu'Ang Lee a tiré de la nouvelle « un film académique et longuet qui collectionne les cartes postales. […] L'ensemble sombre assez vite dans le mélodrame lourdaud où tout est surligné et dans la guimauve. »
Ce film « risquait fort d'être contesté » lors du 62e festival du film à Venise où il a été présenté pour la première fois dans la grande salle du Lido le jeudi 4 septembre 2005. « Mais c'est un surprenant tonnerre d'applaudissements qui a conclu la projection de ce qu'il faut bien appeler le premier western homosexuel épique et hollywoodien » (Libération, 05/09/2005) et le film a remporté le Lion d'or, « après avoir été un des pics d'émotion du festival ».

« Spécialisé dans ce registre de la vie gay en milieu hétéro (Garçon d'honneur), l'Américain Ang Lee récidive avec la mise en images grandioses de l'un des plus tenaces fantasmes homo : le western pédé, l'amour entre cow-boys (en l'espèce, on pourrait dire «co-boys»), sur fond de paysages magnifiques, de feux de camp et de baignades nues dans les rivières édéniques du Wyoming. De ce motif, on connaissait déjà la version avant-garde mutique d'Andy Warhol (Lonesome Cow-boys), d'innombrables versions pornos ou même le point de vue lesbien développé par Gus Van Sant dans Even Cow-girls Get the Blues. Mais il manquait la version hollywoodienne et grand public, panoramique et classique, qu'Ang Lee vient de signer avec une belle audace, après le succès mondial de Tigre et Dragon. Le plus réussi dans cette passion déployée sur plus de vingt ans entre deux très beaux cow-boys hétéros et mariés (Heath Ledger et Jake Gyllenhaal : on prend les deux), c'est justement que leur amour ne s'explique pas : il s'impose, et d'abord à eux-mêmes. »

— Libération.

« J'étais au Texas avec Larry McMurtry et des amis. L'un d'eux m'a donné le New Yorker en me recommandant d'y lire la nouvelle d'Annie Proulx. Aux deux tiers, j'avais déjà les larmes aux yeux. Je me suis levée le lendemain matin et l'ai relue, parce que je voulais voir si elle me faisait autant d'effet que la veille. Elle m'a touché encore davantage et j'ai demandé à Larry de la lire. Larry a trouvé que c'était la meilleure nouvelle qu'il ait jamais lue dans le New Yorker et nous avons décidé d'écrire à Annie Proulx pour lui faire part de notre souhait d'écrire un scénario à partir de cette histoire. »

— Diana Ossana, scénariste et productrice du film, Notes de production, « Dossier de presse »

### Box-office
Le film a été un très gros succès commercial, avec plus de 80 000 000 de dollars aux États-Unis et 170 000 000 de dollars dans le monde, ce qui en fait le film produit par Focus Features le plus rentable (il n'aurait coûté que 14 000 000 de dollars, sans les coûts de promotion). Il se classe d'ores et déjà au 8e rang des films dramatiques depuis 1980, d'après IMDb. En France, au bout de la 12e semaine d'exploitation, il a dépassé 1 255 000 spectateurs, dont plus de 405 000 rien qu'à Paris, ce qui en fait l'un des plus beaux succès du début 2006 en France. Le film est l'un des plus gros succès pour un film traitant de l'homosexualité. En fin d'exploitation, le film totalise 1 345 941 entrées.

### Censure
Le 8 décembre 2008, la chaîne italienne Rai Due a diffusé une version censurée du film dans laquelle deux scènes ont été coupées (la scène où est évoquée la première relation sexuelle entre les deux héros et la scène où ils s'embrassent). Cette diffusion a suscité une polémique en Italie de la part de certains téléspectateurs et des associations de défense des personnes homosexuelles. Rai Due rediffuse alors le film, sans aucune censure cette fois, le 17 mars 2009 à 23 h 40.
En 2024, l'autorité de régulation des médias russe (Roskomnadzor) demande à bloquer la diffusion du film sur les plateformes de streaming légales ainsi que sur les sites pirates à la suite de l'application de la loi fédérale no 135-ФЗ.

## Distinctions

### Récompenses
- Mostra de Venise 2005 : Lion d'or

- Los Angeles Film Critics Association Awards 2005 : meilleur film

- Golden Globes 2006 :
  - Meilleur film dramatique
  - Meilleur réalisateur pour Ang Lee
  - Meilleur scénario pour Larry McMurtry et Diana Ossana
  - Meilleure chanson originale pour A Love That Will Never Grow Old. Interprétée par Emmylou Harris, composée par Gustavo Santaolalla avec des paroles de Bernie Taupin

- British Academy Film Awards 2006 :
  - Meilleur film
  - Meilleur réalisateur pour Ang Lee
  - Meilleur scénario pour Diana Ossana et Larry McMurtry
  - Meilleur acteur dans un second rôle pour Jake Gyllenhaal

- Producers Guild of America Awards 2006 : Meilleur producteur pour Diana Ossana et James Schamus
- Directors Guild of America Awards : Meilleur réalisateur pour Ang Lee
- Writers Guild of America Awards : Meilleur scénario adapté pour Larry McMurtry et Diana Ossana

- Oscars 2006 :
  - Meilleur réalisateur pour Ang Lee
  - Meilleur scénario adapté pour Larry McMurtry et Diana Ossana
  - Meilleure musique pour Gustavo Santaolalla

- Independent Spirit Award du meilleur film

- Nikkan Sports Film Award 2006 : meilleur film étranger

- The Independent le classe à la première place de leur Top Ten Gay Movies[11], devant Querelle et Maurice.

Le film est finalement l'un des plus primés de l’année 2005.

### Nominations et sélections
- Mostra de Venise 2005 : sélectionné en compétition officielle

- Golden Globes 2006 :
  - Meilleur acteur dans un film dramatique pour Heath Ledger
  - Meilleure actrice dans un second rôle pour Michelle Williams
  - Meilleure musique pour Gustavo Santaolalla

- British Academy Film Awards 2006 :
  - Meilleur acteur pour Heath Ledger
  - Meilleure actrice dans un second rôle pour Michelle Williams
  - Meilleure photographie pour Rodrigo Prieto
  - Meilleure musique pour Gustavo Santaolalla
  - Meilleur montage pour Geraldine Peroni et Dylan Tichenor

- Screen Actors Guild Awards 2006 :
  - Meilleur acteur pour Heath Ledger
  - Meilleur acteur dans un second rôle pour Jake Gyllenhaal
  - Meilleure actrice dans un second rôle pour Michelle Williams
  - Meilleure distribution pour l'ensemble du casting

- Oscars 2006 :
  - Meilleur film pour Diana Ossana et James Schamus, producteurs
  - Meilleur acteur pour Heath Ledger
  - Meilleur acteur dans un second rôle pour Jake Gyllenhaal
  - Meilleure actrice dans un second rôle pour Michelle Williams
  - Meilleure photographie pour Rodrigo Prieto

- César 2007 : César du meilleur film étranger

- 2e au palmarès de la rédaction  et 3e du palmarès des lecteurs de Télérama pour l'année 2006.

Une polémique concerne l'Oscar du meilleur film, qui est revenu à la surprise générale à Collision. Brokeback Mountain fut pourtant, avec La liste de Schindler et Titanic, le film ayant reçu le plus de récompenses préliminaires en Amérique, dominant même trois des quatre prix des Guildes cinématographiques, en sachant que ce sont les mêmes votants qu'aux Oscars. De plus, Collision eut beaucoup moins de succès critique et commercial, sans même être nommé aux Golden Globes. Une accusation d'homophobie se porte sur des membres de l'académie très influents qui déconseillèrent le visionnage du film,,,.

### Retentissement
Ce film semble avoir déclenché un mouvement et un intérêt qui va bien au-delà de son succès commercial. Un grand nombre de spectateurs, à un niveau rarement atteint par un film, en discutent sur différents forums (près de 300 000 billets postés sur le site de l'IMDb début mars 2006). Le site d'AlloCiné le classe depuis sa sortie comme le film préféré des spectateurs et il compte plus de 2 300 critiques. Le site de l'écrivaine Annie Proulx atteint également une fréquentation plus que remarquable. Les fans du film ont levé en deux jours la somme de 20 000 $ pour publier le vendredi 10 mars 2006 une page entière de publicité dans le Daily Variety, immédiatement épuisé le jour de sortie. Cette page remerciait l'équipe du film pour les avoir « rassemblés » autour du « Meilleur film ». Enfin, le New Yorker du 13 octobre 1997, qui a publié la nouvelle éponyme, est le seul numéro de la revue à être épuisé et se vend aujourd'hui pour les collectionneurs à plus de 300 $. En mars 2007, est édité un livre en anglais (Beyond Brokeback: The Impact of a Film), recueil d'impressions.